# Zirconium(IV)-oxid

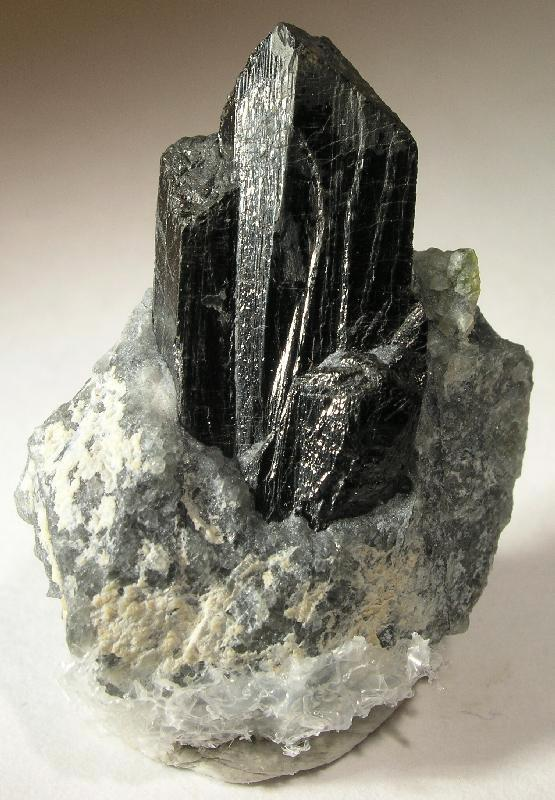
Baddeleyit

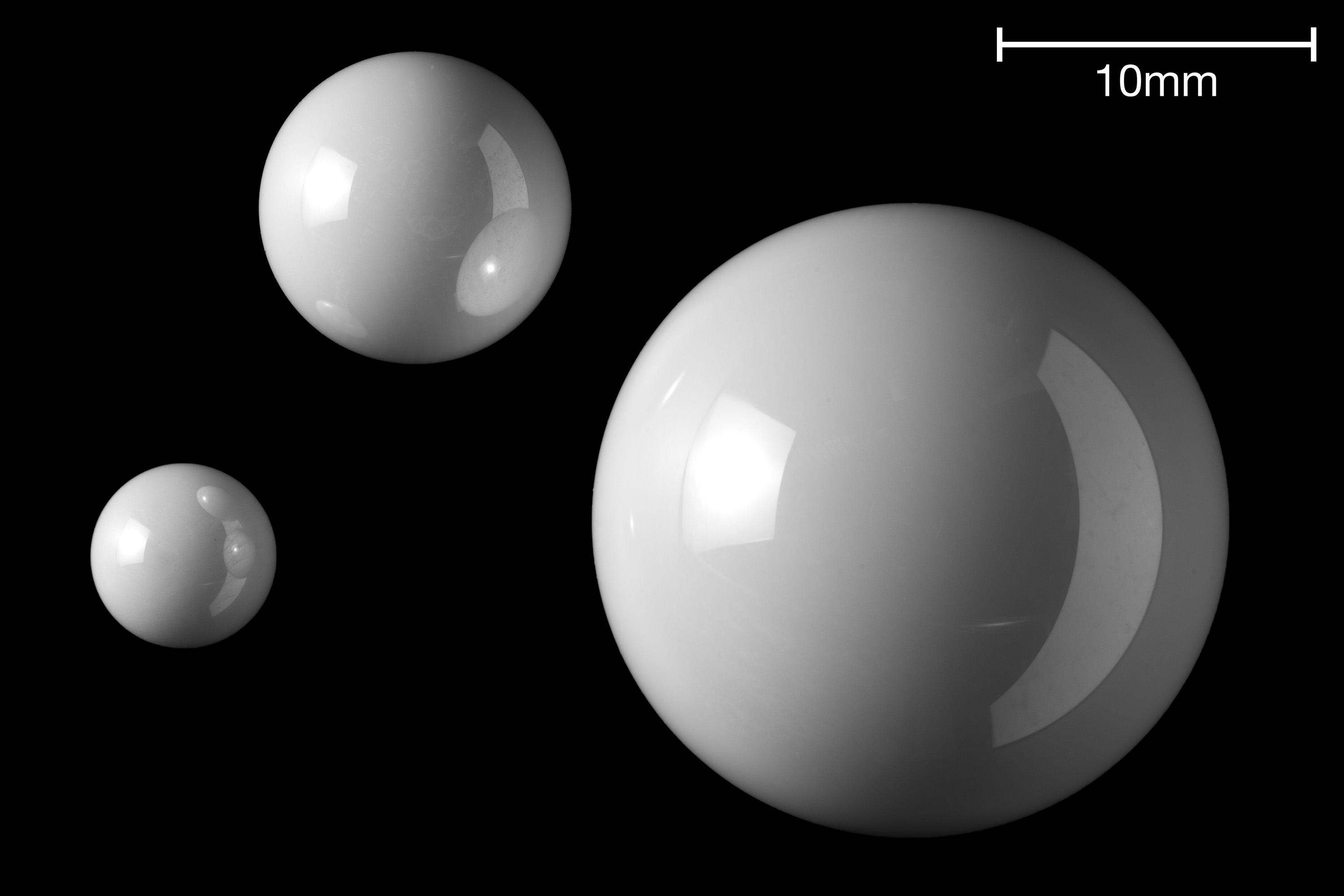
Kugeln aus ZrO_{2}-Keramik zur Verwendung in Kugellagern

Zirconium(IV)-oxid (ZrO2), Zirconiumdioxid (ältere Namen sind Zirkonsäure oder Zirkonerde), ist nach Zirkon die in der Natur häufigste Verbindung des Elementes Zirconium.
Technisches Zirconiumdioxid ZrO2 ist ein anorganischer Werkstoff aus der Gruppe der Oxide. Es wird als Pulver u. a. zur Herstellung von Hochleistungskeramik (Oxidkeramik) und als einkristalliner künstlicher Edelstein als Schmuck und in der Optik verwendet.

## Vorkommen
Die Modifikation im monoklinen Kristallgitter wird auch Baddeleyit genannt, diese kommt auch als Mineral in der Natur vor.

## Gewinnung und Darstellung
Als Ausgangsprodukt für die Herstellung von Zirconiumdioxid wird Zirconiumsilicat ZrSiO4 (Zirkon) verwendet. Dieser Silicatsand wird durch Wasch-, Reinigungs- und Calcinierungsprozesse von Verunreinigungen getrennt und in Zirconiumdioxid überführt. Es wird so ein 99-prozentig reines Zirconiumdioxidpulver erhalten.
Es entsteht auch beim Entwässern und anschließendem Glühen von Zirconoxidhydraten oder Salzen von Zirconium wie Nitraten, Oxalaten, Acetaten usw. mit flüchtigen, sauerstoffhaltigen Säuren.

## Eigenschaften
Zirconiumdioxid ist diamagnetisch, gegen Säuren und Alkalilaugen sehr beständig und hat eine hohe Widerstandsfähigkeit gegen chemische, thermische und mechanische Einflüsse. Das chemische Verhalten ist dabei stark von der thermischen Vorbehandlung abhängig. Schwach erhitzt löst es sich ziemlich leicht in Mineralsäuren. Nach starkem Erhitzen ist es außer in Flusssäure noch in konzentrierter Schwefelsäure löslich und nach dem Schmelzen wird es nur noch von Flusssäure angegriffen. Es ist leicht aufschließbar in Schmelzen von Alkalihydroxyd oder -carbonat, mit denen es in Säure lösliche Zirkonate bildet.
Zirconiumdioxid kommt in drei Modifikationen vor:
- bei Zimmertemperatur kristallisiert es in der monoklinen Raumgruppe P21/c (Raumgruppen-Nr. 14) mit einer KZ (Koordinationszahl) des Zirconiums bezüglich des Sauerstoffs von 7 (Baddeleyit) und den Gitterkonstanten a = 5,138 Å, b = 5,204 Å, c = 5,313 Å, β = 99,2°.[7]
- oberhalb von 1170 °C kristallisiert es in der tetragonalen Raumgruppe P42/nmc (Nr. 137) mit einer KZ von 8 (tetragonal verzerrter Fluorit-Typ)
- oberhalb von 2370 °C kristallisiert es in der kubischen Raumgruppe Fm3m (Nr. 225) mit einer KZ von 8 (Fluorit-Typ)

monoklin (1173 °C) {\displaystyle \leftrightarrow } tetragonal (2370 °C) {\displaystyle \leftrightarrow } kubisch (2690 °C) {\displaystyle \leftrightarrow } Schmelze
Der Wärmeausdehnungskoeffizient beträgt abhängig von der Modifikation des Zirconiumdioxids:
- monoklin: 7 · 10−6/K[3]
- tetragonal: 12 · 10−6/K[3]
- Y2O3-stabilisiert: 10,5 · 10−6/K[3]

## Stabilisierung
Die Zugabe anderer Metalloxide stabilisiert die Hochtemperaturmodifikation bei tiefen Temperaturen. Eigenschaften wie z. B. Festigkeit und Transluzenz dieser Hochtemperaturmodifikationen können so bei Raumtemperatur stabilisiert werden. Ein Anteil von mindestens 16 Mol-% Calciumoxid (CaO) oder 16 Mol-% Magnesiumoxid (MgO) genügt für die Kristallisation in der kubischen Phase bei Raumtemperatur. Lange Zeit wurde angenommen, dass auch 8–8,5 Mol-% Yttriumoxid (Y2O3) („8YSZ“) bei Temperaturen bis über 1000 °C ausreichend wären, die kubische Phase zu stabilisieren. Es hat sich in den letzten Jahren herausgestellt, dass das nicht der Fall ist (siehe Paragraph zur ionischen Leitfähigkeit). Mindestens 9–9,5 mol% bei 1000 °C sind notwendig. Bei geringeren Y-Konzentrationen bilden sich metastabile Phasen und Mischkristalle aus der kubischen und monoklinen Phase. Sie erzeugen eine innere Vorspannung im Gefüge und sorgen für eine gute thermische Wechselbeständigkeit.
gebräuchliche Bezeichnungen und Produktnamen:
- teilstabilisiertes ZrO2:
  - PSZ, engl.: partly stabilized zirconia
  - TZP, engl.: tetragonal zirconia polycrystal
  - 4YSZ: mit 4 Mol-% Y2O3 teilstablilisiertes ZrO2, engl.: yttria stabilized zirconia
- vollstabilisiertes ZrO2:
  - FSZ, engl.: fully stabilized Zirconia
  - CSZ, engl.: cubic stabilized zirconia
  - 8YSZ: mit 8 Mol-% Y2O3 vollstabilisiertes ZrO2
  - 8YDZ: 8–9 Mol-% Y2O3-dotiertes ZrO2 (selbes Material wie 8YSZ, Benennung der Tatsache geschuldet, dass 8YSZ nicht vollständig kubisch stabilisiert ist und sich bei Temperaturen bis 1200 °C chemisch und mikrostrukturell zersetzt)

Durchscheinende Mischkristalle werden in der Schmuckindustrie Zirkonia (auch Diamantimitat) genannt.

## Sauerstoffionenleitfähigkeit und deren Degradation
Zirconiumionen haben im YSZ im Allgemeinen eine Wertigkeit von +4. Durch das Dotieren mit Oxiden von Metallen geringerer Wertigkeit entstehen Sauerstoff-Fehlstellen durch die Erhaltung der Ladungsneutralität im Kristall, so zum Beispiel bei der Zugabe von Y2O3. Die Y3+ Ionen ersetzen Zr4+ auf dem Kationengitter wie folgt:
{\displaystyle {\text{Y}}_{2}{\text{O}}_{3}\rightarrow 2{\text{Y}}_{\text{Zr}}^{'}+3{\text{O}}_{\text{O}}^{\text{x}}+{\text{V}}_{\text{O}}^{\bullet \bullet }} mit {\displaystyle [{\text{V}}_{\text{O}}^{\bullet \bullet }]={\frac {1}{2}}[{\text{Y}}_{\text{Zr}}^{'}]}
Das bedeutet, dass pro zwei Y3+ Ionen eine Sauerstoffleerstelle geschaffen wird. Das Hopping von Sauerstoffionen auf diese Leerstellen im elektrischen Feld ermöglicht eine hohe Sauerstoffleitfähigkeit bei gleichzeitig hohem elektrischem Widerstand für Elektronentransport (8YSZ > 1 S/m, Ref. und dort genannten Publikationen). Aufgrund dieser optimalen Transporteigenschaften wird YSZ als Festelektrolyt z. B. in Hochtemperaturbrennstoffzellen eingesetzt. Es wurde beobachtet, dass, obwohl nicht vollständig kubisch stabilisiert, 8YSZ/8YDZ fast unabhängig von der Temperatur im Bereich zwischen 800 und 1200 °C den höchsten Leitwert für Sauerstoffionen im Y2O3-ZrO2-System aufweist (Ref. und darin genannte Publikationen). Leider hat sich in den letzten Jahren herausgestellt, dass 8–9 Mol–% YSZ bei Temperaturen bis oberhalb von 1200 °C in einer Mischungslücke des Y2O3-ZrO2-Systems betrieben wird und es sich daher auf der nm-Skala innerhalb weniger 1000 Stunden in Y-verarmte und angereicherte Bereiche entmischt. Diese chemische und mikrostrukturelle Entmischung ist direkt verknüpft mit der drastischen Abnahme der Sauerstoffleitfähigkeit (Degradation von 8YDZ) von etwa 40 % bei 950 °C innerhalb von 2500 Stunden.
Ferner hat sich herausgestellt, dass Spuren von Verunreinigungen oder unerwünschten Übergangsmetallen, z. B. Ni (aus der Brennstoffzellenherstellung), die Entmischungsrate drastisch erhöhen können, so dass die Entmischung und Degradation auch bei niedrigeren Betriebstemperaturen um 500–700 °C eine entscheidende Rolle spielen kann. Daher finden zunehmend mehrfach dotierte Zirkonoxide Einsatz als Elektrolyt (z. B. Scandium-Yttrium Kodotierung).

## Verwendung

### Pulver
Zirkoniumoxid-Pulver wird zur Verbesserung der Eigenschaften (insbesondere Kratzfestigkeit) Lacken zugesetzt, z. B. Automobillacke (Topcoats), Parkettlacke, Möbellacke, Lacke für elektronische Geräte, Nagellacke. Auch Farben für Tintenstrahldrucker enthalten Zirconiumdioxid.

### Keramik
Durch Sintern und/oder heißisostatisches Pressen wird aus Zirkoniumoxid-Pulver Keramik hergestellt.
Verwendet wird (teil-)stabilisiertes Zirconiumdioxid aufgrund der guten thermischen Beständigkeit und guten mechanischen Eigenschaften als Feuerfestkeramik, als technische Keramik im Maschinenbau sowie als prothetisches Material in der Medizintechnik.
Zirconiumdioxid wird aufgrund seiner Fähigkeit, bei höherer Temperatur Sauerstoffionen elektrolytisch zu leiten (ab ca. 600 °C können Sauerstoff-Ionen durch Leerstellen im Kristallgitter leicht hindurchdiffundieren), als Festelektrolyt z. B. in Brennstoffzellen eingesetzt (Siehe Abschnitt zur Sauerstoffionenleitfähigkeit). Eine frühe Anwendung fand Zirconiumdioxid-Keramik daher auch als Material für den Glühkörper (Nernststift) der Nernstlampe, einer von Walther Nernst 1897 erfundenen Glühlampen-Bauart. Die Sauerstoff-Ionenleitung macht man sich auch zunutze, um unterschiedliche Sauerstoffpartialdrücke z. B. zwischen Abgasen und Luft zu messen, um den Verbrennungskoeffizienten zu ermitteln (Lambdasonde). Die Eigenschaft findet auch in Sensoren oder Analysatoren zur Messung des Sauerstoffgehaltes von Gasen Verwendung.
Für Brennstoffzellen und Lambdasonden wird nach Yttriumstabilisiertes Zirconium(IV)-oxid (YSZ) verwendet.
Zirconium(IV)-oxid-Keramik wird in der Medizin u. a. zur Herstellung von Hüftgelenksimplantaten und in der Zahnmedizin als Material zur Anfertigung von Kronen- und Brückengerüsten, zahnfarbenen monolithischen Kronen- und Brücken, Wurzelstiften und Zahnimplantaten, die keine elementaren Metalle oder Metalllegierungen enthalten, verwendet. Zirconiumdioxid-Keramik wird auch im Rahmen kieferorthopädischer Behandlungen zur Herstellung von Brackets für festsitzende Apparaturen angewendet. Für Teleskopprothesen ist aus Zirconiumdioxid-Keramik ein Primärteleskop herstellbar.
Für Klingen sogenannter Keramikmesser wird neben Aluminiumoxid-Keramik auch Zirconiumoxid-Keramik verwendet.
Yttriumstabilisiertes Zirconium(IV)-oxid (YSZ) wird ebenfalls auch als Keramikmaterial in der Medizin und in der Turbinentechnik verwendet.
Aus Zirconiumdioxid-Keramik werden Wälzkörper für Hybridlager und Vollkeramiklager hergestellt. Der Vorteil der Verwendung von Keramikkugeln besteht auch darin, dass das Lagergehäuse von der Welle elektrisch isoliert werden kann.
Aufgrund der guten Abriebsbeständigkeit und chemischer Beständigkeit kommt Zirkoniumoxid in Mühlen zum Einsatz, z. B. als Mahlkugeln.

### Einkristall
Künstlich hergestellte Zirkoniumoxid-Einkristalle werden als Schmucksteine und als Material für optische Bauteile verwendet.
Hierfür ist sein hoher Brechungsindex (2,15 bei 643 nm Wellenlänge) und seine Transparenz im Wellenlängenbereich von 0,37–7 µm maßgebend.